# Terminalia chebula
Terminalia chebula är en tvåhjärtbladig växtart som beskrevs av Anders Jahan Retzius. Terminalia chebula ingår i släktet Terminalia och familjen Combretaceae. Utöver nominatformen finns också underarten T. c. tomentella.

## Bildgalleri

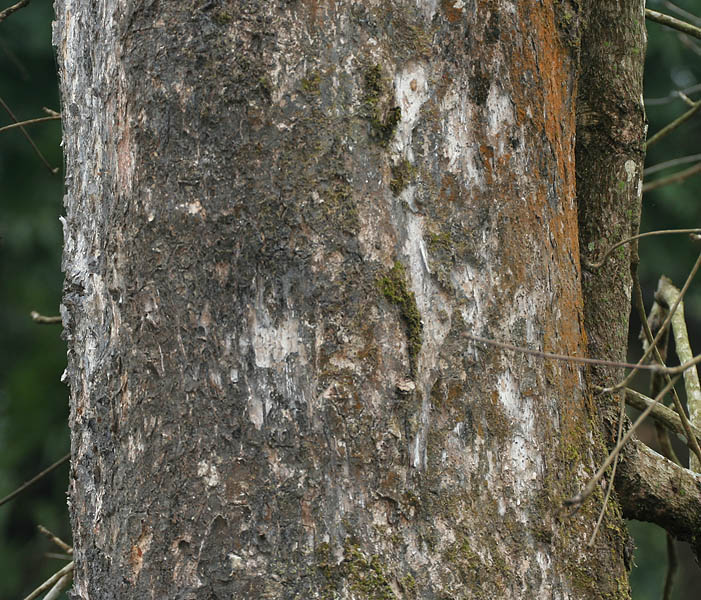
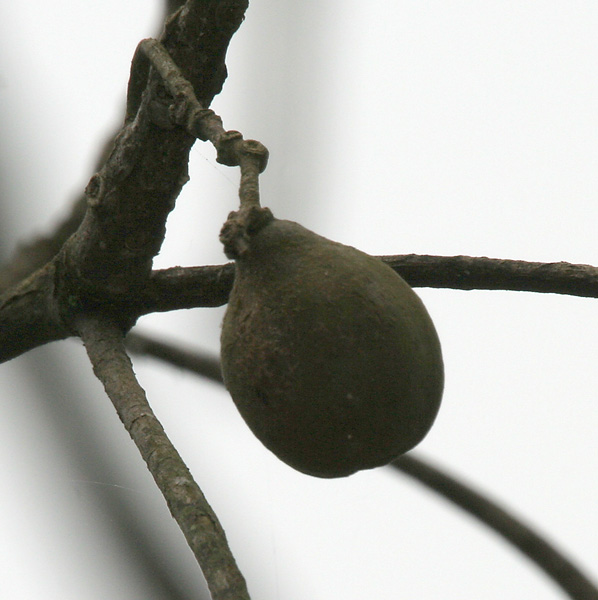
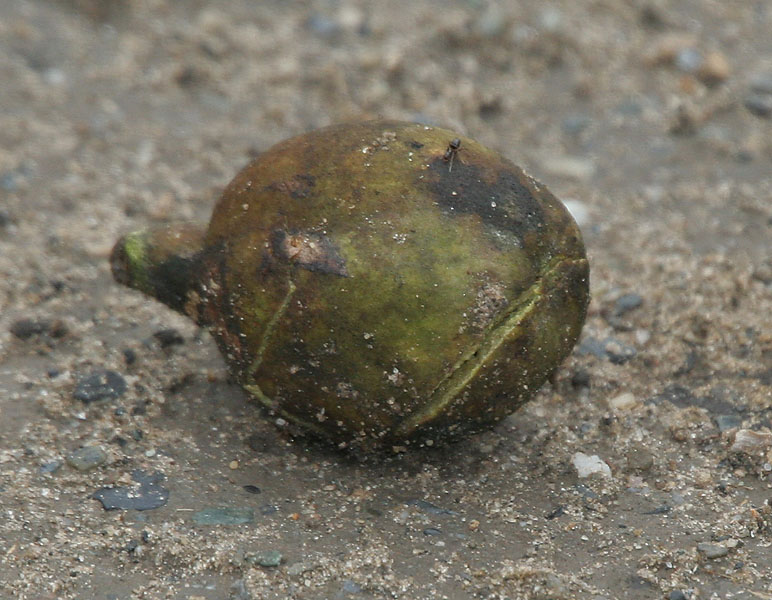
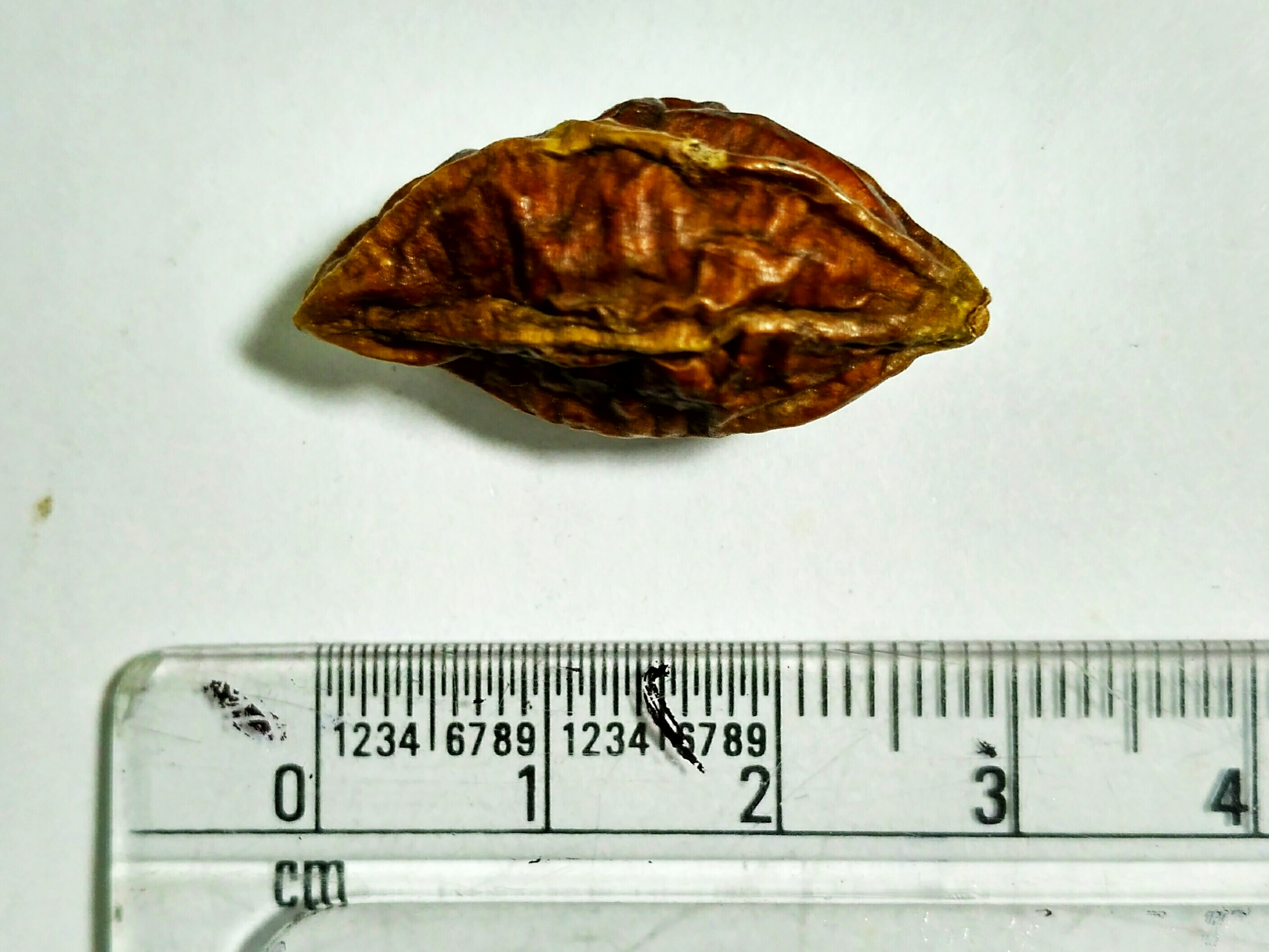
Terminalia chebula